# Ingavi

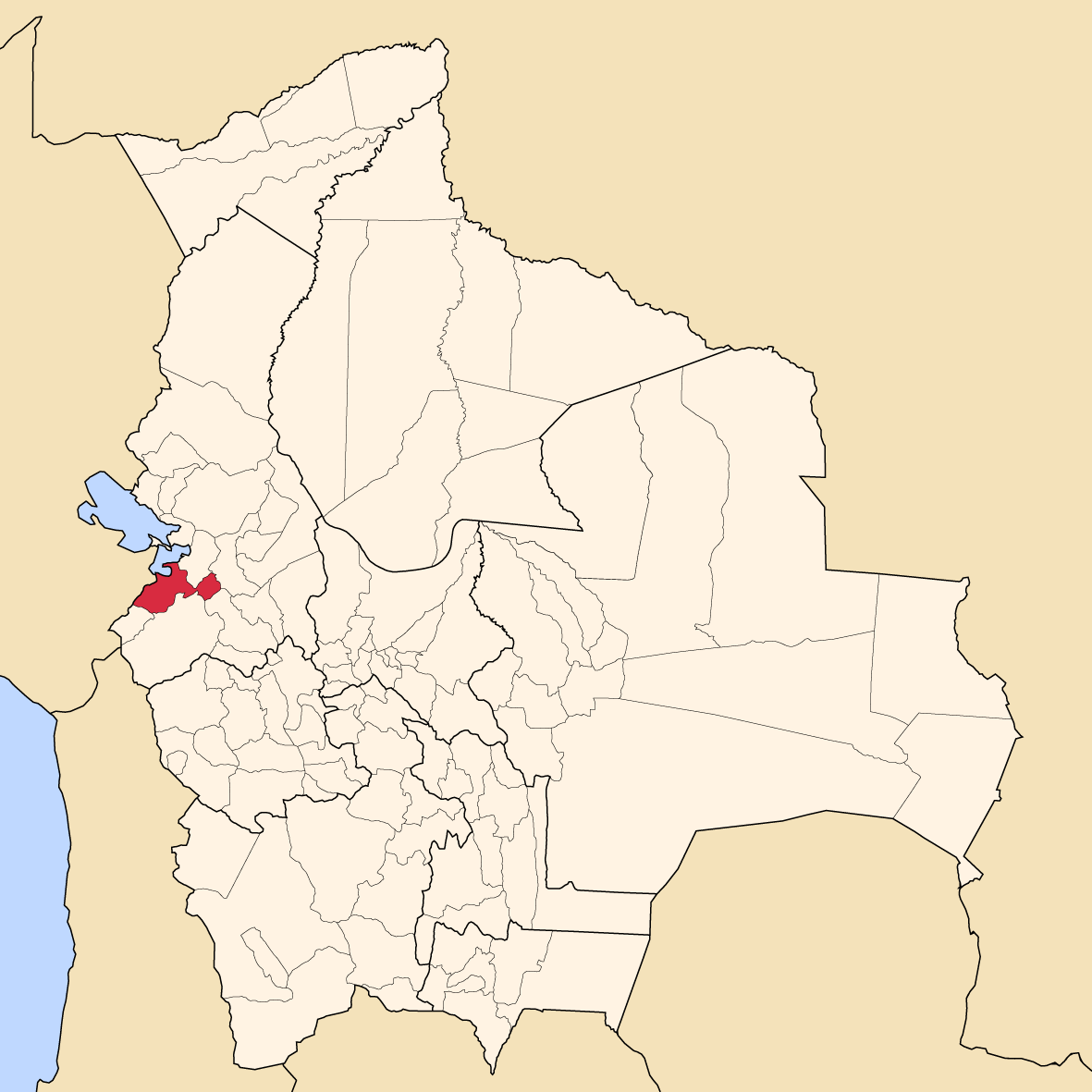
Provinsens läge i Bolivia

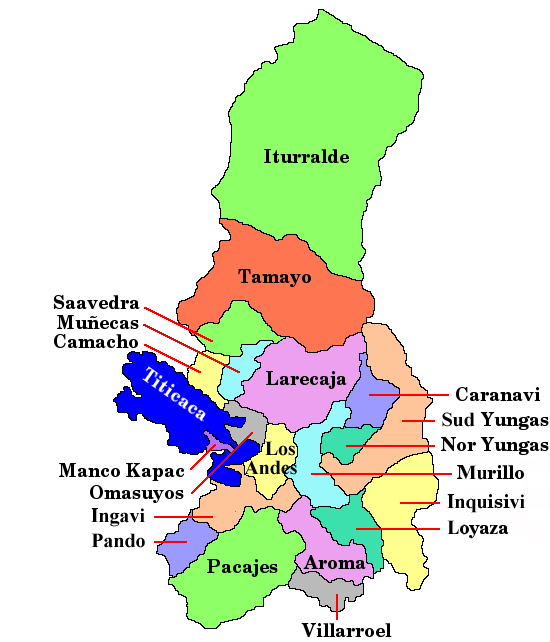
Provinser i La Paz

Ingavi är en provins i departementet La Paz i Bolivia. Den administrativa huvudorten är Viacha.
Provinsen består av 7 kommuner:
1. Viacha
2. Guaqui
3. Tiwanaku (Tiwanaku)
4. Desaguadero (Desaguadero)
5. San Andrés de Machaca (San Andrés de Machaca)
6. Jesús de Machaca (Jesús de Machaca)
7. Taraco (Taraco)